# Sylwin Strakacz
Sylwin Jerzy Strakacz (ur. 17 lutego 1892 roku w Warszawie, zm. 15 maja 1973 roku w Los Angeles) – dziennikarz, kompozytor, sekretarz Ignacego Paderewskiego, dyplomata, urzędnik konsularny.

## Życiorys
Ukończył gimnazjum gen. Pawła Chrzanowskiego w Warszawie oraz studiował prawo w Petersburgu. Był wieloletnim sekretarzem osobistym Ignacego Paderewskiego (od 1918). Jednocześnie pełnił funkcję redaktora naczelnego „Rzeczypospolitej” (1923–1925), współpracował z „Kurierem Warszawskim” i „ABC”. Komponował też piosenki. Po wybuchu II wojny światowej powierzono mu obowiązki delegata RP przy Lidze Narodów i konsula generalnego w Genewie (jesienią 1939). W 1940 dotarł wraz z Ignacym Paderewskim do Nowego Jorku. Był jednym z kandydatów na premiera rządu emigracyjnego. Zajmował stanowisko konsula gen. w Nowym Jorku (1941–1945). Po II wojnie światowej był działaczem polonijnym, pracował w amerykańskim sądownictwie, miał też udział w kampanii wyborczej Richarda Nixona. Sylwin Strakacz był głównym wykonawcą testamentu Paderewskiego.
Pochowany na Cmentarzu Forest Lown w Glendale, Kalifornia.
Żona Aniela z Karszo-Siedlewskich, siostra Jana i Tadeusza.